# 沃伊切克·赫魯班
沃伊切克·赫魯班（1989年8月29日—），捷克籃球運動員。他現在效力於捷克籃球聯賽球隊ČEZ Basketball Nymburk。他也代表捷克國家籃球隊參賽。